# العلاقات اليمنية الموزمبيقية
العلاقات اليمنية الموزمبيقية هي العلاقات الثنائية التي تجمع بين اليمن وموزمبيق.

## مقارنة بين البلدين
هذه مقارنة عامة ومرجعية للدولتين:
| وجه المقارنة                                              | اليمن                   | موزمبيق          |
| --------------------------------------------------------- | ----------------------- | ---------------- |
| المساحة (كم2)                                             | 555.00 ألف              | 801.59 ألف       |
| عدد السكان (نسمة)                                         | 28.25 مليون             | 29.67 مليون      |
| الكثافة السكانية (ن./كم²)                                 | 50.9                    | 37.01            |
| العاصمة                                                   | صنعاء عدن (عاصمة مؤقتة) | مابوتو           |
| اللغة الرسمية                                             | اللغة العربية           | اللغة البرتغالية |
| العملة                                                    | ريال يمني               | متكال موزمبيقي   |
| الناتج المحلي الإجمالي (بليون دولار)                      | 18.21 مليار             | 12.33 مليار      |
| الناتج المحلي الإجمالي (تعادل القوة الشرائية) بليون دولار | 75.69 مليار             | 33.35 مليار      |
| الناتج المحلي الإجمالي الاسمي للفرد دولار أمريكي          | 1.41 ألف                | 529              |
| الناتج المحلي الإجمالي للفرد دولار أمريكي                 |                         | 1.13 ألف         |
| مؤشر التنمية البشرية                                      | 0.498                   | 0.416            |
| رمز المكالمات الدولي                                      | +967                    | +258             |
| رمز الإنترنت                                              | .ye                     | .mz              |
| المنطقة الزمنية                                           | ت ع م+03:00             | ت ع م+02:00      |

## منظمات دولية مشتركة
يشترك البلدان في عضوية مجموعة من المنظمات الدولية، منها:
| علم المنظمة | اسم المنظمة                               | تاريخ انضمام اليمن | تاريخ انضمام موزمبيق |
| ----------- | ----------------------------------------- | ------------------ | -------------------- |
|             | الاتحاد البريدي العالمي                   | ?                  | ?                    |
|             | مؤسسة التنمية الدولية                     | 22 مايو 1970       | 24 سبتمبر 1984       |
|             | منظمة حظر الأسلحة الكيميائية              | ?                  | ?                    |
|             | الأمم المتحدة                             | 30 سبتمبر 1947     | 16 سبتمبر 1975       |
|             | وكالة ضمان الاستثمار متعدد الأطراف        | 12 مارس 1996       | 23 نوفمبر 1994       |
|             | منظمة الشرطة الجنائية الدولية             | ?                  | ?                    |
|             | مؤسسة التمويل الدولية                     | 22 مايو 1970       | 24 سبتمبر 1984       |
|             | الاتحاد الدولي للاتصالات                  | 1931               | 4 نوفمبر 1975        |
|             | البنك الدولي للإنشاء والتعمير             | 3 أكتوبر 1969      | 24 سبتمبر 1984       |
|             | منظمة التعاون الإسلامي                    | ?                  | ?                    |
|             | المركز الدولي لتسوية المنازعات الاستشارية | 20 نوفمبر 2004     | 7 يوليو 1995         |
|             | يونسكو                                    | 2 أبريل 1962       | 11 أكتوبر 1976       |

## وصلات خارجية
- موقع وزارة الخارجية الموزمبيقية